# 酥油糌粑
酥油糌粑是西藏的典型食品，用酥油茶和炒青稞面混合，使用时一般用一个木碗，混合后用手抓成一小块一小块的吃。是藏族人的基本主食。